# Ion Ocinschi
Ion Ocinschi (n. 1 aprilie 1888, Secureni, Basarabia, Imperiul Rus – d. 1 decembrie 1970, Chișinău, RSS Moldovenească, URSS) a fost un filosof, publicist și pedagog sovietic moldovean. A deținut titlul de candidat în științe filologice din anul 1950.

## Biografie
Ion Ocinschi s-a născut la 1 aprilie 1888 în târgul Secureni, astăzi oraș în raionul Secureni, regiunea Cernăuți, Ucraina. A absolvit Seminarul Pedagogic în 1909, în localitatea Bairamcea (astăzi Mîkolaivka, regiunea Odesa). După finalizarea studiilor, a lucrat ca învățător și a participat la lupta procomunistă împotriva României în Basarabia, iar ulterior a trecut Nistrul, participând în Războiul Civil Rus de partea bolșevicilor.
Între anii 1918–1933 a deținut diferite funcții în sistemul de învățământ public, predând filosofia la institutele pedagogice din Luhansk, Ucraina și Tiraspol, Moldova.
În perioada 1930–1933 a fost președintele Comitetului Științific Moldovenesc și redactor al revistei literare Octombrie (Октомбріє). Ion Ocinschi a avut un rol cheie în campania de latinizare din RASS Moldovenească. Deși inițial s-a opus, deoarece considera alfabetul latin ca fiind un simbol al boierilor și burgheziei române, în urma unei discuții cu Iosif Stalin, în care liderul sovietic insista că alfabetul latin în RASS Moldovenească poate duce la „răspândirea revoluției comuniste în România”, Ocinschi a început să sprijine alfabetul latin. Stalin i-a mai zis că limba moldovenească e doar o variantă regională a limbii române și că nu e exclus ca, în viitor, România și Moldova să facă parte din același stat. Ulterior, după ce URSS a renunțat la campania de latinizare, Ocinschi a fost arestat de NKVD.
În perioada 1934–1955 a predat în mai multe instituții de învățământ superior din URSS. Între 1955 și 1957 a fost decan al Facultății de Filologie a Institutului Pedagogic din Bălți.

## Activitate științifică și publicistică
A publicat lucrări și articole despre filozofie, literatura moldovenească, ucraineană și universală. A scris despre opera unor autori precum Teodor Malai, K. Koșereu și Nistor Cabac. De asemenea, a realizat cercetări dedicate unor figuri marcante precum Hrîhorîi Skovoroda, Taras Șevcenko, Stepan Rudanskîi, Maxim Gorki și Johann Wolfgang von Goethe.
Ion Orcinschi a lăsat posterității valoroase memorii privind întâlnirile sale cu personalități ca Mihail Koțiubinski, Ivan Neciui-Levițki, Alexei Mateevici, Iosif Stalin și Gheorghe Bărbuță, unul dintre liderii Răscoalei de la Hotin din 1919. Aceste amintiri au fost publicate în revista Nistru (Chișinău), nr. 12/1966 și nr. 1/1968.